# Bleecker Street/Broadway-Lafayette Street
Bleecker Street/Broadway-Lafayette Street è una stazione della metropolitana di New York situata all'incrocio tra le linee IND Sixth Avenue e IRT Lexington Avenue. Nel 2019 è stata utilizzata da 12 455 155 passeggeri. È servita dalle linee 6, D e F sempre, dalle linee B e M durante i giorni feriali esclusa la notte, e dalla linea 4 solo di notte. Durante l'ora di punta del mattino in direzione Manhattan e l'ora di punta del pomeriggio in direzione Bronx la stazione è servita anche dalle corse espresse della linea 6.

## Storia
La stazione sulla linea IRT Lexington Avenue fu aperta il 27 ottobre 1904, mentre quella sulla linea IND Sixth Avenue venne inaugurata il 1º gennaio 1936. La banchina in direzione downtown della stazione IRT venne collegata alla stazione IND il 19 maggio 1957. Il collegamento con la banchina in direzione uptown fu aperto il 25 settembre 2012.

## Strutture e impianti
La stazione della linea IRT Lexington Avenue è posta al di sotto di Lafayette Street, ha due banchine laterali e quattro binari, i due esterni per i treni locali e i due interni per quelli espressi. Non è dotata di un mezzanino e i tornelli si trovano al livello delle banchine, quella in direzione downtown ha due uscite sul lato ovest dell'incrocio con Bleecker Street, quella in direzione uptown ha due uscite su Houston Street e tre sul lato est dell'incrocio con Bleecker Street.
La stazione della linea IND Sixth Avenue è posta al di sotto di Houston Street, ha due banchine ad isola e quattro binari, i due esterni per i treni locali e i due interni per quelli espressi. Il mezzanino della stazione ospita il collegamento con le banchine IRT e ha cinque uscite per il piano stradale, tre all'incrocio con Lafayette Street e due all'incrocio con Broadway.
Un ascensore posizionato nell'angolo nord-ovest dell'incrocio tra Lafayette Street e Houston Street rende il complesso accessibile alle persone con disabilità motoria.

## Interscambi
La stazione è servita da alcune autolinee gestite da NYCT Bus.
- Fermata autobus